# Jan Furgoł
Jan Furgoł (ur. 13 października 1883 w Nowym Bytomiu, zm. 11 stycznia 1941 w Buchenwaldzie) – górnik, uczestnik II i III powstania śląskiego.
Gdy skończył szkołę, zatrudnił się w budowanej wtedy kopalni "Pokój" w Rudzie Śląskiej. 
Wstąpił do lewicowego Centralnego Związku Górników, a następnie do PPS-u. Przed I wojną światową był organizatorem manifestacji pierwszomajowych.
Został wybrany mężem zaufania w Polskim Komitecie Plebiscytowym przygotowania głosowania ludowego za połączeniem Górnego Śląska z Polską. W II i III powstaniu śląskim powierzono mu funkcję dowódcy kompanii.
Po powstaniach i po włączeniu części Górnego Śląska do Polski Furgoł pozostał górnikiem. W 1933 roku był uczestnikiem strajku głodowego, który uratował kopalnię „Pokój” od unieruchomienia.
W 1939 roku uczestniczył w walkach z dywersją niemiecką pod Rudą na granicy polsko-niemieckiej. 16 września został aresztowany i osadzony w obozie koncentracyjnym, w którym zmarł.